# ريوسيه موريكاوا
ريوسيه موريكاوا (باليابانية: 森川 龍誠) (29 أغسطس 1988 في نودا في اليابان – )؛ هو لاعب كرة قدم ياباني سابق كان يلعب كلاعب وسط.

## وصلات خارجية
- ريوسيه موريكاوا على موقع رابطة كرة القدم اليابانية للمحترفين (اليابانية)